# Troe (film 2020)
Troe (Трое) è un film del 2020 diretto da Anna Melikjan.

## Trama
Un conduttore televisivo sposato riceve un premio e incontra un nuovo amore, facendolo soffrire e condannando coloro che ama a soffrire.